# …And the Circus Leaves Town
...And the Circus Leaves Town ist das vierte Studioalbum der US-amerikanischen Stoner-Rock-Band Kyuss. Es wurde am 11. Juli 1995 über Elektra Records veröffentlicht. Es ist das letzte offizielle Studioalbum der Band.

## Entstehung und Stil
Das Album wurde im März 1995 in den Sound City Studios in Van Nuys, Kalifornien, eingespielt. Verwendete die Band sonst nur ältere Verstärker aus den 1970er Jahren, wurden diesmal laut Aussage von Josh Homme auch neuere Marshall-Verstärker als Overdubs verwendet. Diese hätten „einen hervorragenden Sound, also warum sollten wir nicht ab und zu auf sie zurückgreifen?“
Ursprünglich war angedacht, das Album im Rheinland in Deutschland einzuspielen, jedoch fand die Band „einen nähergelegenen Ort“, ein kleines Studio in der Nähe des Joshua Tree National Monument. Die Band wollte modernen High-End-Studios entfliehen. Bei den Aufnahmen kamen auch Freunde der Band vorbei, die eigenes Equipment mitbrachten. Josh Homme sprach von einem „coolen Projekt“. Man habe sich manchmal gefühlt „wie in einem freakigen alten Wüstenhaus“. Musikalisch knüpft die Platte an den basslastigen Stoner Rock der vorausgegangenen Alben an, bei dem auch instrumentale Stücke wie Jumbo Blimp Jumbo eingespielt wurden. Als einzige Single wurde One Inch Man veröffentlicht. Nur wenige Monate nach Erscheinen des Albums löste sich die Band im Oktober 1995 auf.

## Rezeption
Thomas Kupfer schrieb im Rock Hard, mit ...And the Circus Leaves Town schicke sich die Band an das „Masterpiece“ Welcome to Sky Valley „zu toppen, wobei sie nicht den Fehler begangen hat, 'Sky Valley, Part II' zu schreiben.“ Kupfer vergab neun von zehn Punkten. Bei Allmusic fand Tom Demalon, das Album sei „keine schlechte Platte“ und trage den „einzigartigen Stempel“ von Kyuss. „Ein wenig enttäuschend“ sei es aber dennoch. Er vergab drei von fünf Sternen. In der Liste der „150 Alben für die Ewigkeit“ des Magazins Visions wird das Album auf dem 86. Platz gelistet.

## Titelliste
1. Hurricane (Garcia, Homme) – 2:41
2. One Inch Man (Garcia, Reeder) – 3:30
3. Thee Ol' Boozeroony (Reeder) – 2:47
4. Gloria Lewis (Garcia, Homme) – 4:02
5. Phototropic (Homme) – 5:13
6. El Rodeo (Garcia, Homme) – 5:35
7. Jumbo Blimp Jumbo (Homme) – 4:39
8. Tangy Zizzle (Homme) – 2:39
9. Size Queen (Homme) – 3:46
10. Catamaran (Hernández, Mario Lalli, Larri Lalli, Gary Arce) – 2:59 (Yawning-Man-Cover)
11. Spaceship Landing (Homme) – 34:04 (inklusive zweier Hidden Tracks: M'deea und Day One (Reeder))